# Paul Friedeborn
Paul Friedeborn (ur. 1572, zm. 1637) – niemiecki prawnik, burmistrz Szczecina w latach 1630-1637.

## Życiorys
Pochodził z bogatej szczecińskiej luterańskiej rodziny kupieckiej. W Szczecinie ukończył Pedagogium Książęce, a następnie studiował prawo na Uniwersytecie w Helmstedt. Od 1597 był sekretarzem miejskim w Szczecinie, od 1616 radcą miejskim. W 1630 objął funkcję burmistrza, którą pełnił do śmierci.
W 1613 opublikował opis historyczny Szczecina Historische Beschreibung der Stadt Alten Stettin in Pommern. W 1624 ukazał się napisany po łacinie topograficzno-historyczny opis miasta jego autorstwa, zatytułowany Descriptio urbis Stetinensis, topographica, historica, cum icone.